# Cargoitalia
Cargoitalia fue una aerolínea de carga con base en Milán, Italia. Efectuaba vuelos regulares y charter de carga desde Italia a Asia, Norteamérica, y África. Su base de operaciones principal era el Aeropuerto de Milán-Malpensa, Milán.

## Historia
La aerolínea fue fundada en 2005 y es la primera aerolínea de carga en Italia en operar con fondos italianos y privados. El fundador y consejero delegado de la aerolínea es Massimo Panagia antiguo director de Alitalia Cargo. El principal accionista de la aerolínea es Air Logistic Holding and Syntek Capital.
La operaciones comenzaron con dos vuelos semanales de Milán a Delhi y Chennai. En septiembre de 2006 el Departamento de Transporte de los Estados Unidos dio permiso a la compañía para efectuar vuelos regulares y charter de Milán a Atlanta, Chicago, Houston y Nueva York. Hay planes de adquirir tres McDonnell Douglas MD-11F. La aerolínea es propiedad de Air Logistic Holding (59.8%) y Tristar (40.2%).
En diciembre de 2008, Alis Aerolinee Italiane adquirió Cargoitalia. Cargoitalia retiró su DC-10-30F quedando sin flota.
En mayo de 2009, la aerolínea retomó sus operaciones con un único McDonell Douglas MD-11F.
El 21 de diciembre de 2011 la Aerolínea cesó sus operaciones.

## Destinos
Cargoitalia volaba a aeropuertos en Asia, Norteamérica, y África. Además, tenía también vuelos dentro de Europa.
Desde Milán-MXP a:
- Abu Dhabi
- Atlanta
- Barcelona
- El Cairo
- Chicago
- Delhi
- Daca
- Dubái
- Ciudad de Ho Chi Minh
- Houston
- Lagos
- Madras
- Moscú-SVO
- Bombay
- Múnich
- Nueva York-JFK
- Osaka-KIX
- Shanghái
- Toronto

## Flota
La flota de Cargoitalia incluía las siguientes aeronaves (a 1 de diciembre de 2010):
- 3 McDonnell Douglas MD-11F